# ラック・オブ・ザ・ドロウ
| 専門評論家によるレビュー           | 専門評論家によるレビュー |
| レビュー・スコア                   | レビュー・スコア         |
| 出典                               | 評価                     |
| ---------------------------------- | ------------------------ |
| オールミュージック                 | [ 1 ]                    |
| シカゴ・トリビューン               | [ 2 ]                    |
| エンターテインメント・ウィークリー | A                        |
| ロサンゼルス・タイムス             | [ 4 ]                    |
| ロバート・クリストガウ             | A                        |
| ローリング・ストーン               | [ 6 ]                    |

『ラック・オブ・ザ・ドロウ』（原題：Luck of the Draw）は1991年にリリースされたボニー・レイットによる11枚目のアルバム。 
アルバム『ニック・オブ・タイム』で4つの異なるカテゴリーでグラミー賞にノミネートされた後、レイットは北カリフォルニアにクリエイティブな引きこもりに出かけ、『ラック・オブ・ザ・ドロウ』の仕事を始めた。 「何かを思い付くことができるかどうかを確認するために、わざとそうしました」と1991年に述べている。「私がただしければ何曲かを書いて、『ニック・オブ・タイム』をまぐれだったと感じないことを確認したかった。 私は飲酒をやめたし、お金をもうけないで20年を費やしたので、ただ勝ちたくはありませんでしたね。十分ではありませんでした。 だから私は基本的にソングライティングのブートキャンプに行くことを余儀なくされました。それが起こらなかったのは4日間の3日だった—でもアルコールや不幸など邪魔するものがなかったので、それが開き始め、このアルバムに収録されている私の4曲のうち3曲を始めました。そして、勝ったかどうかは関係ありませんでした。大丈夫だと自分に証明したからです。」 
このアルバムは『ニック・オブ・タイム』の商業的成功を上回り、2010年までに米国だけで700万枚を売り上げ、1991年から1993年までの180日間のツアーでサポートされた。彼女の米国での成功は海外でも再現し、 フランスとイタリアで 200万枚を売った。レイットのこれまでで最も売れたレコードのままである。 
ライナーノートでレイットは、ブルースギタリストのスティーヴィー・レイ・ヴォーンにこのアルバムを捧げた。 

## トラックリスト
| #         | タイトル                                                                                             | 作詞  | 作曲・編曲 | 時間 |
| --------- | --- | ----- | ---------- | ---- |
| 1.        | 「愛のストーリー - Something to Talk About」(Shirley Eikhard)                                        |       |            | 3:47 |
| 2.        | 「グッド・マン、グッド・ウーマン - Good Man, Good Woman」(Cecil Womack, Linda Womack)                |       |            | 3:33 |
| 3.        | 「夕映えの恋人たち - I Can't Make You Love Me」(Mike Reid, Allen Shamblin)                           |       |            | 5:32 |
| 4.        | 「恋のもつれ - Tangled and Dark」(Bonnie Raitt)                                                      |       |            | 4:52 |
| 5.        | 「カム・トゥ・ミー - Come to Me」(Raitt)                                                             |       |            | 4:20 |
| 6.        | 「ノー・ビジネス - No Business」(John Hiatt)                                                         |       |            | 4:24 |
| 7.        | 「ビー・マイ・ラヴァー - One Part Be My Lover」(Raitt, Michael O'Keefe)                              |       |            | 5:06 |
| 8.        | 「ナット・ジ・オンリー・ワン - Not the Only One」(Paul Brady)                                        |       |            | 5:03 |
| 9.        | 「パパ・カム・クイック - Papa Come Quick (Jody and Chico)」(Billy Vera, Chip Taylor, Richard Hirsch) |       |            | 2:43 |
| 10.       | 「スロー・ライド - Slow Ride」(Bonnie Hayes, Larry John McNally, André Pessis)                       |       |            | 3:59 |
| 11.       | 「ラック・オブ・ザ・ドロウ - Luck of the Draw」(Brady)                                               |       |            | 5:17 |
| 12.       | 「オール・アット・ワンス - All at Once」(Raitt)                                                      |       |            | 5:03 |
| 合計時間: | 合計時間:                                                                                            | 53:39 |            |      |

ノート
- 「グッド・マン、グッド・ウーマン」は、 グラミー賞を受賞したデルバート・マクリントンとのデュエットであり、彼のアルバムNever Been Rocked Enough にも収録されている。

## パーソネル
- ボニー・レイット – リードボーカル、バッキングボーカル（1、3、4、7、8、10）、アコースティックギター（1、2、5、6、9、11）、エレキギター（1）、 スライドギター （1、2 、4、10）、ホーン配置（4）、 エレクトリックピアノ （7、12）
- スティーブン・ブルートン – アコースティックギター（1）、バッキングボーカル（9）
- ランディ・ジェイコブス – エレキギター（2）
- ジョニー・リー・シェル – エレキギター（5）
- ジョン・ハイアット – ギター（6）、バッキングボーカル（6）
- マーク・ゴールデンバーグ – アコースティックギター（ 8、10 ）
- リチャード・トンプソン – エレクトリックギター（8、11）、バッキングボーカル（11）
- ビリー・ヴェラ – エレキギター（9）
- ロベン・フォード – リードギター（10）
- スコット・サーストン – キーボード（ 1、11 ）、アコースティックギター（10）、エレキギター（10、11）
- イワン・ネヴィル – Hammond B3オルガン （2）、キーボード（4）
- ブルース・ホーンズビー – アコースティックピアノ（3）、キーボード（3）
- ベンモント・テンチ – ハモンドC3オルガン （ 3、7、8、11 ）、アコースティックピアノ（8）
- イアン・マクレガン – ハモンドB3オルガン（5）
- スティーヴ・コン – アコーディオン （9）
- ジェームス・"ハッチ"・ハチンソン – ベース（1-6、8、10、11）
- ドン・ウォズ – ジャグ・ベース（9）
- カート・ビスケラ – ドラムス（1、2）
- リッキー・ファター – ドラムス（ 1、4、5、6、8、9、10 ）
- トニー・ブラウナゲル – ドラムス（3）
- ジェフ・ポーカロ –ドラムス（11）
- デブラ・ドブキン – パーカッション（ 1、2、4、5、6、8、9、10 ）、バッキングボーカル（10）
- パウリーニョ・ダ・コスタ – パーカッション（ 3、7、11、12 ）
- デルバート・マクリントン – ハーモニカ（2）、リードボーカル（2）
- タワー・オブ・パワー – ホーン（4） 
  - スティーヴン・”ドク”・クプカ – バリトンサックス
  - エミリオ・カスティージョ – テナーサックス
  - スティーブ・グローブ – テナーサックス
  - グレッグ・アダムス – トランペット、ホーンアレンジ
  - リー・ソーンバーグ –トランペット
- フィル・カニンガム – ペニー・ホイッスル （7）
- アーロン・ショー – バグパイプ （12）
- デイヴィッド・キャンベル –弦楽編曲と指揮者（12）
- ラリー・コーベット – チェロ（12）
- アーネスト・エールハルト – チェロ（12）
- デニス・カルマジン – チェロ（12）
- キャロル・カスティージョ – ビオラ （12）
- リック・ガーディング – ヴィオラ（12）
- パメラ・ゴールドスミス – ヴィオラ（12）
- ノヴィ・ノヴォグ – ビオラ（12）
- スイート・ピー・アトキンソン – バッキングボーカル（ 1、5、10 ）
- ハリー・ボーエンズ – ボーカル（ 1、5、10 ）
- デビッド・ラスリー – バッキング・ボーカル（ 1、3、7、8 ）
- アーノルド・マッカラー – バッキングボーカル（ 3、5、7、8、10 ）
- クリス・クリストファーソン – バッキングボーカル（5）
- ポール・ブレイディ – バッキング・ボーカル（ 8、11 ）
- グレンクラーク –バッキングボーカル（9）
- ダニエル・ティムス – バッキングボーカル（9）

## プロダクション
- プロデューサー – ボニー・レイットとドン・ウォズ
- エンジニアとミキシング – エド・チャーニー
- アシスタントエンジニア - ブライアント・アーネット、レイ・ブレア、ダン＿ボスワース、チャールズ・パーカリ。
- The Mastering Lab（カリフォルニア州ロサンゼルス）でDoug Saxがマスター。
- アートディレクション – トミー・スティール
- デザイン – ジェフリー・フェイ
- 写真 – マーリン・ローゼンバーグ
- レタリングとロゴ – マーゴ・チェイス

## チャート

### アルバム
| Chart (1991–92)                   | Peak position |
| --------------------------------- | ------------- |
| オーストラリア (ARIA)             | 16            |
| ドイツ (Offizielle Top 100)       | 55            |
| ニュージーランド (RMNZ)           | 6             |
| オランダ (MegaCharts)             | 26            |
| ノルウェー (VG-lista)             | 16            |
| スウェーデン (Sverigetopplistan)  | 37            |
| スイス (Schweizer Hitparade)      | 16            |
| UK アルバムズ (OCC)               | 38            |
| US Billboard 200                  | 2             |
| US Top Catalog Albums (Billboard) | 15            |

| Chart (1999)     | Peak position |
| ---------------- | ------------- |
| US Billboard 200 | 72            |

### シングル
| 年   | シングル                   | ピーク位置 | ピーク位置 | ピーク位置 | ピーク位置 |
| 年   | シングル                   | US         | 米国AC     | US ロック  | 英国       |
| ---- | -------------------------- | ---------- | ---------- | ---------- | ---------- |
| 1991 | 愛のストーリー             | 5          | 5          | 12         | —          |
| 1991 | 夕映えの恋人たち           | 18         | 9          | —          | 50         |
| 1991 | スロー・ライド             | —          | —          | 28         | —          |
| 1992 | ナット・ジ・オンリー・ワン | 34         | 2          | —          | —          |
| 1992 | カム・トゥ・ミー           | —          | 10         | —          | —          |
| 1993 | オール・アット・ワンス     | —          | 17         | —          | —          |

## 認定
| 国/地域                                             | 認定        | 認定/売上数 |
| --------------------------------------------------- | ----------- | ----------- |
| カナダ (Music Canada)                               | 4× Platinum | 400,000^    |
| ニュージーランド (RMNZ)                             | Gold        | 7,500^      |
| アメリカ合衆国 (RIAA)                               | 7× Platinum | 7,000,000^  |
| * 認定のみに基づく売上数 ^ 認定のみに基づく出荷枚数 |             |             |

## 受賞歴
グラミー賞
| 年   | 勝者                               | カテゴリー                                                     |
| ---- | ---------------------------------- | -------------------------------------------------------------- |
| 1991 | 「グッド・マン、グッド・ウーマン」 | デュオまたはボーカルのグループによる最高のロックパフォーマンス |
| 1991 | 「ラック・オブ・ザ・ドロウ」       | 最高の女性ロックボーカルパフォーマンス                         |
| 1991 | 「愛のストーリー」                 | 最高の女性ポップボーカルパフォーマンス                         |